# UTIAS Ornithopter No.1
L'UTIAS Ornithopter No.1 (matricola C-GPTR) è un ornitottero sperimentale realizzato in Canada alla fine da un gruppo di ricerca della University of Toronto Institute for Aerospace Studies (UTIAS), il dipartimento degli studi aerospaziali dell'Università di Toronto.

## Storia

### Sviluppo
Durante gli anni novanta un gruppo di ricerca della University of Toronto Institute for Aerospace Studies decise di provare a rendere fattibile il volo di un'aerodina che si librasse in volo grazie alla tecnica dell'ala battente, un sistema che riproduce la tecnica che usano gli uccelli. Progettato da James DeLaurier e realizzato alla fine del decennio, dopo una serie di esperimenti, riuscì a staccarsi da terra autonomamente l'8 luglio 2006 dall'aeroporto di ?, percorrendo circa 300 metri per una durata di 14 secondi.

## Primati e controversie
Benché l'impresa fosse stata pubblicizzata come il primo mezzo aereo di questo tipo in grado di librarsi autonomamente, questa affermazione è stata messa in discussione dalla comunità scientifica adducendo principalmente due motivi. In primo luogo, vi sono relazioni di altre simili imprese in cui un ornitottero riuscì, prima di questa data, a staccarsi da terra (vedi ornitottero), in secondo luogo Ornithopter No.1 è stato assistito nel decollo dalla spinta di un piccolo motore turbogetto, per cui non è riuscito a sostentarsi solo con il battito delle proprie ali.